# Wendezelle
Wendezelle ist ein Ortsteil der Ortschaft Wendeburg in der Gemeinde Wendeburg im Landkreis Peine in Niedersachsen mit etwa 1100 Einwohnern.

## Geschichte
Die erste urkundliche Erwähnung erfolgte am 19. April 1380. Die Siedlungsform des Ortskerns ist in ihrer Struktur noch als Rundling erkennbar. Wendezelle ist das vermutlich westlichste Rundlingsdorf.

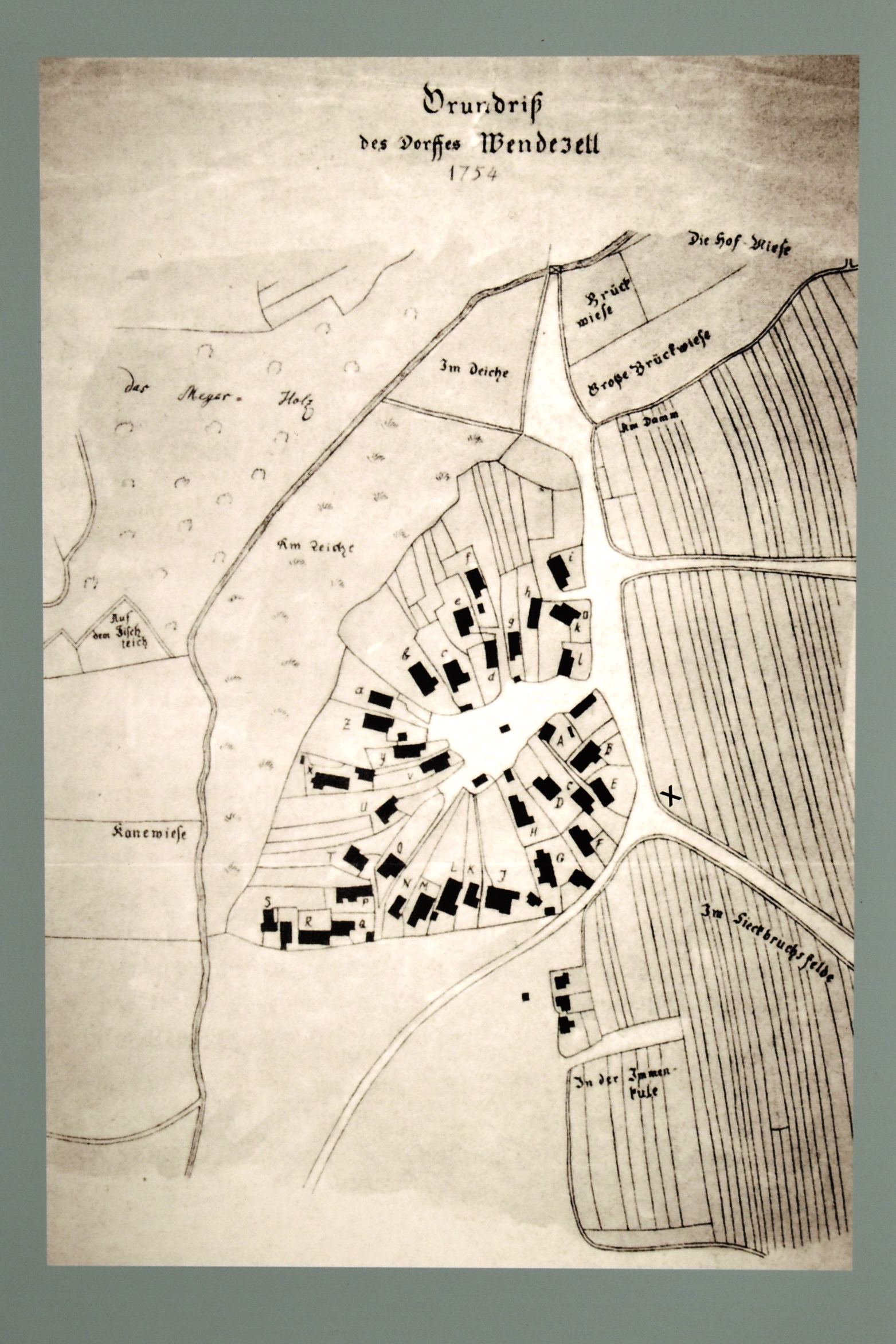
Darstellung des Dorfes Wendezelle auf einer Karte aus dem Jahr 1754

Nach der 600-Jahr-Feier des Ortes, im Jahr 1980, wurde zur Erinnerung daran, zum Schützenfest 1981, ein Kreuz auf dem historischen Gerichtsplatz eingeweiht. Immer am historischen Gerichtstag, am Dienstag in der vollen Woche nach dem Dreikönigstag, findet das Treffen am Denkmal statt.
Am 1. Juli 1968 schlossen sich die Gemeinden Wendeburg, Wendezelle und Zweidorf freiwillig zu einer neuen Gemeinde Wendeburg zusammen.

## Wappen
Durch Ortsratsbeschluss vom 18. August 1986 kam Wendezelle zum Wappen. Im blauen Schild wächst eine gelbe Linde aus einem oben offenen goldenen Rundlingssymbol heraus, sie wird von zwei goldenen Ähren beseitet. Der Ring steht für die ursprüngliche und noch heute erkennbare Siedlungsform des Rundlingsdorfes. Die Gerichtsbarkeit, sie war unterschiedlich für die Bereiche innerhalb und außerhalb des Ortes, wird mit der Linde angezeigt. Die Ähren weisen auf die Landwirtschaft hin. Blau-Gelb, die braunschweigischen Landes- und Landkreisfarben, galten schon zuvor als Ortsfarben. Entwurf: Rolf Ahlers.

## Vereinsleben
Es gibt ehrenamtlich tätige Organisationen, Vereine und Gruppen.
Bereits in den 1950er Jahren wurde bei Veranstaltungen des TSV Wendezelle das "Wendezeller Fußball-Lied" (siehe: Weblinks) gern gesungen. Insbesondere die Junge Gesellschaft singt immer wieder: "Dass wir Wendezeller sind ..." (siehe: Weblinks).